# مويا كانون
مويا كانون (بالإنجليزية: Moya Cannon)‏ (1956 في جمهورية أيرلندا)؛ كاتِبة وشاعرة أيرلندية.